# Sant Martí d'Ix
Sant Martí d'Ix és l'església, antigament parroquial, del poble d'Ix i de tota l'antic municipi. Actualment forma part del municipi de la Guingueta d'Ix, més extensa que la parròquia inicial per l'afegitó, el 1973 de la parròquia i municipi de Càldegues, totes dues a l'Alta Cerdanya, de la Catalunya del Nord.
És a l'extrem nord-est del vilatge d'Ix, amb el cementiri vell al seu costat meridional i oriental (el cementiri nou és 150 metres al nord de l'església).

## Història
Apareix documentada l'any 1063, en un pacte signat entre el comte d'Urgell, Ermengol III i el comte de Cerdanya Ramon Guifré a l'altar d'aquesta església. A Ix era el Palau dels comtes de Cerdanya, conegut des de l'any 1061, quan a conseqüència d'unes desavinences entre el comte Ramon Guifré I de Cerdanya i el vescomte Bernat, va haver-hi un acte de jurament de fidelitat d'aquest últim al seu senyor, en presència del bisbe d'Urgell.
Modernament s'ha traslladat el caràcter de parròquia a la nova església de Sant Martí de la Guingueta, tot i conservant el patronatge original de la parròquia.

## Característiques

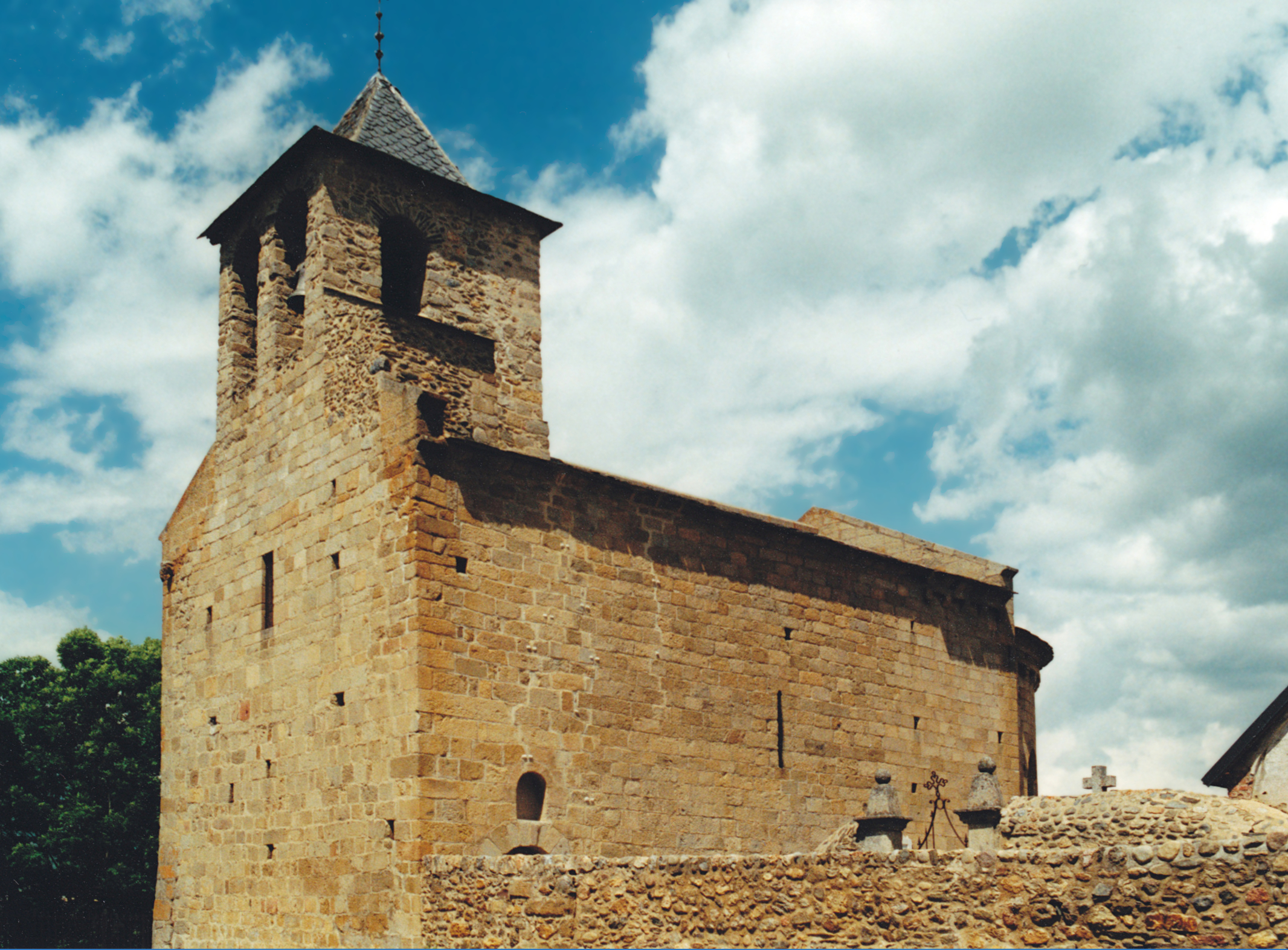
Sant Martí d'Ix

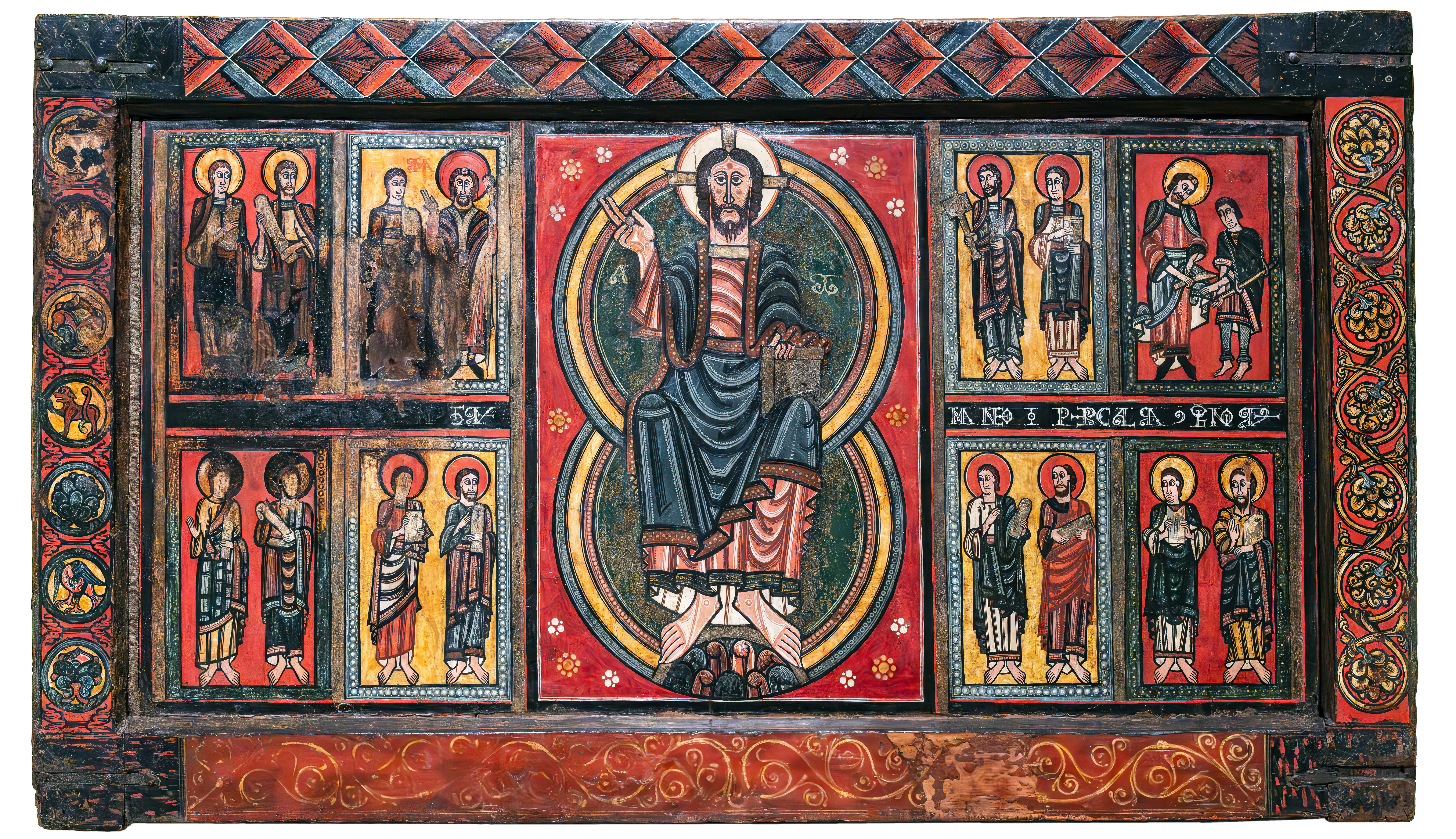
El Frontal d'altar d'Ix, conservat al MNAC

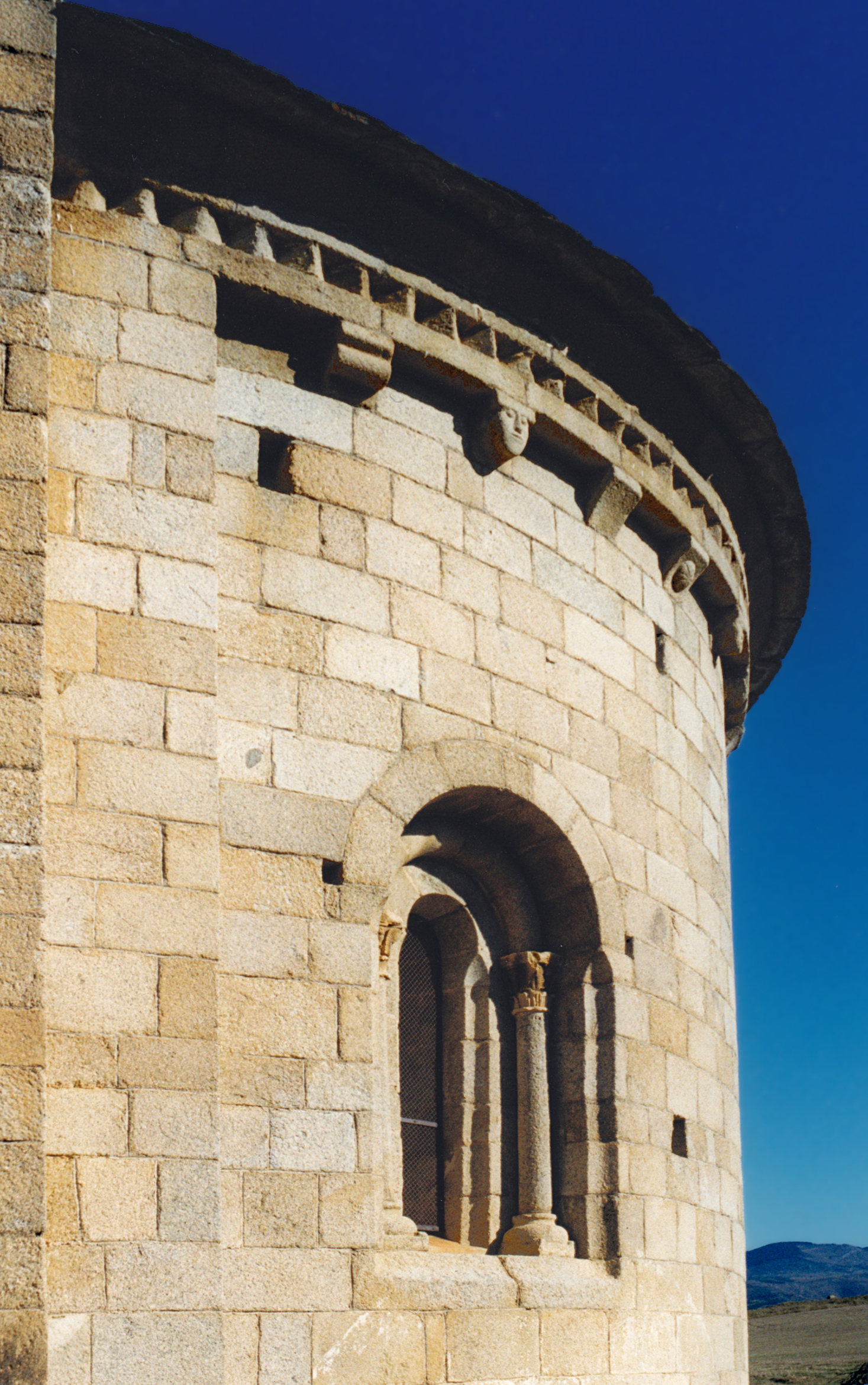
Detall de l'ornamentació de l'absis i una de les finestres

Consta d'una sola nau i un absis semicircular amb volta apuntada. Es creu que va ser construïda en dues fases, la primera correspon al primer tram de la nau amb la capçalera, feta amb una gran qualitat en el tallat i col·locació del cadirat, així com l'execució de dues finestres, amb arcs de degradació sostinguts per columnetes i capitells esculpits, semblants als de l'església de Sant Fructuós de Llo.
A l'absis, per la banda exterior, hi ha un fris amb dents de serra que descansa sobre mènsules, algunes de llises i altres d'esculpides. A la segona part de la construcció, les finestres dels murs sud i oest són simples i sense decoració, igual que la porta, que és molt senzilla. Conserva la ferramenta medieval. L'obra escultòrica dels capitells de les finestres, així com d'altres mostres de pedra tallada, com els relleus, els frisos, les mènsules i les dents de serra mostren un excel·lent treball escultòric.
El campanar en origen era de cadireta amb dos buits, més tard se li van afegir tres parets que li van donar forma de torre.

## Mobiliari
A l'església es guarden dues talles de fusta romàniques: un Crist crucificat de petites dimensions, datat al segle xiii i una Mare de Déu amb l'Infant policromada, del segle xii.
Al Museu Nacional d'Art de Catalunya (MNAC), a Barcelona, es conserva el Frontal d'altar d'Ix, un dels més destacats de la pintura romànica sobre fusta catalana, amb moltes similituds amb el frontal de la Seu d'Urgell. És pintat sobre fusta de pi, de 92 × 157 cm, datat a la primera meitat del segle xii. Representa, en la part central, un Crist en majestat i un parell d'escenes de la vida de Sant Martí, bisbe de Tours, i a les laterals, diversos apòstols i altres escenes de la vida del sant patró de l'església.
També destaca entre el mobiliari un retaule dedicat a sant Martí, del segle xvi i el retaule major, barroc.